# SeaWorld San Diego
SeaWorld San Diego to park rozrywki otwarty 21 marca 1964 roku, położony w San Diego w Kalifornii. Jest własnością Busch Entertainment Corporation (oddział Anheuser-Busch).

## Atrakcje

### Kolejki górskie

#### Czynne
W 2024 roku park posiadał 5 czynnych kolejek górskich.
| # | Nazwa               | Producent     | Data otwarcia  | Typ                             | Wysokość [m] | Prędkość [km/h] | Źródło |
| - | ------------------- | ------------- | -------------- | ------------------------------- | ------------ | --------------- | ------ |
| 1 | Journey to Atlantis | Mack Rides    | 29 maja 2004   | stalowy water coaster           | 29,3         | 67,6            | [ 3 ]  |
| 2 | Manta               | Mack Rides    | 26 maja 2012   | stalowy launched coaster        | 9,6          | 61,2            | [ 4 ]  |
| 3 | Electric Eel        | Premier Rides | 10 maja 2018   | stalowy launched coaster        | 45,7         | 99,8            | [ 5 ]  |
| 4 | Emperor             | B&M           | 12 marca 2022  | stalowy dive coaster            | 46,6         | 96,6            | [ 6 ]  |
| 5 | Arctic Rescue       | Intamin       | 2 czerwca 2023 | rodzinny stalowy launch coaster | ?            | 64,4            | [ 7 ]  |

#### Usunięte
Do 2024 roku z 6 kolejek górskich wybudowanych w historii parku 1 została usunięta.
| # | Nazwa         | Producent           | Data otwarcia | Data zamknięcia | Typ              | Wysokość [m] | Prędkość [km/h] | Źródło |
| - | ------------- | ------------------- | ------------- | --------------- | ---------------- | ------------ | --------------- | ------ |
| 1 | Tidal Twister | Skyline Attractions | 24 maja 2019  | lipiec 2023     | stalowa rodzinna | 6,7          | 48,3            | [ 9 ]  |